# ويليام ليتش (راكب الكنو)
ويليام ليتش (بالإنجليزية: William Leach)‏ هو راكب الكنو أمريكي، ولد في 5 أبريل 1946.

## وصلات خارجية
- ويليام ليتش على موقع أوليمبيديا (الإنجليزية)